# Camille Pin
Camille Pin (* 25. August 1981 in Nizza) ist eine ehemalige französische Tennisspielerin.

## Karriere
Sie begann im Alter von fünf Jahren mit dem Tennisspielen, als ihre Eltern sie zu einem Club in der Nähe ihres Wohnorts mitgenommen haben. Ihr Lieblingsbelag ist der Hartplatz.
In ihrer Karriere gewann sie auf ITF-Turnieren acht Einzel- und zwei Doppeltitel. Bei den Australian Open erreichte sie 2004, 2006 und 2008 die zweite Runde. 2007 war sie dort in ihrer Erstrundenpartie gegen Marija Scharapowa im dritten Satz nur zwei Punkte vom Matchgewinn entfernt.
Camille Pin beendete ihre Tenniskarriere 2010 nach den French Open.

## Turniersiege

### Einzel
| Nr. | Datum            | Turnier        | Kategorie   | Belag             | Finalgegnerin     | Ergebnis      |
| --- | ---------------- | -------------- | ----------- | ----------------- | ----------------- | ------------- |
| 1.  | 27. Februar 2000 | Vilamoura      | ITF $10.000 | Hartplatz         | Marina Samoilenko | 6:0, 6:2      |
| 2.  | 20. Oktober 2002 | Joué-lès-Tours | ITF $25.000 | Hartplatz (Halle) | Mara Santangelo   | 2:6, 6:3, 6:0 |
| 3.  | 27. Oktober 2002 | Saint-Raphaël  | ITF $25.000 | Hartplatz (Halle) | Séverine Brémond  | 6:4, 7:5      |
| 4.  | 26. Oktober 2003 | Saint-Raphaël  | ITF $25.000 | Hartplatz (Halle) | Maret Ani         | 6:2, 6:2      |
| 5.  | 1. August 2004   | Lexington      | ITF $50.000 | Hartplatz         | Jeon Mi-ra        | 7:5, 6:3      |
| 6.  | 10. Juli 2005    | College Park   | ITF $50.000 | Hartplatz         | Ashley Harkleroad | 2:6, 6:2, 6:3 |
| 7.  | 30. Juli 2006    | Lexington      | ITF $50.000 | Hartplatz         | Abigail Spears    | 7:5, 7:5      |
| 8.  | 9. März 2008     | Las Vegas      | ITF $50.000 | Hartplatz         | Asia Muhammad     | 6:4, 6:1      |

### Doppel
| Nr. | Datum              | Turnier | Kategorie   | Belag        | Partnerin    | Finalgegnerinnen                        | Ergebnis   |
| --- | ------------------ | ------- | ----------- | ------------ | ------------ | --------------------------------------- | ---------- |
| 1.  | 1. Februar 1998    | Dinan   | ITF $10.000 | Sand (Halle) | Aurelie Vedy | Tathiana Garbin Oana-Elena Golimbioschi | ohne Spiel |
| 2.  | 13. September 1998 | Zadar   | ITF $10.000 | Sand         | Ivana Visic  | Libuše Průšová Anna Bielen-Zarska       | 7:63, 7:64 |